# Робу, Дойна
Дойна Робу (рум. Doina Robu; род. 22 июля 1967, Пьятра-Нямц, Нямц), в девичестве Чукану (рум. Ciucanu) — румынская гребчиха, выступавшая за сборную Румынии по академической гребле в 1980-х и 1990-х годах. Серебряная призёрка летних Олимпийских игр в Барселоне, бронзовая призёрка Олимпийских игр в Сеуле, трёхкратная чемпионка мира, победительница и призёрка многих регат национального значения.

## Биография
Дойна Чукану родилась 22 июля 1967 года в городе Пьятра-Нямц, Румыния. Занималась академической греблей в Бухаресте в столичном гребном клубе «Стяуа».
Впервые заявила о себе в гребле на международной арене в 1984 году, выиграв бронзовую медаль в парных двойках на юниорском мировом первенстве в Йёнчёпинге. Год спустя на аналогичных соревнованиях в Бранденбурге была лучшей в зачёте распашных рулевых четвёрок.
Первого серьёзного успеха на взрослом международном уровне добилась в сезоне 1986 года, когда вошла в основной состав румынской национальной сборной и побывала на чемпионате мира в Ноттингеме, откуда привезла награду серебряного достоинства, выигранную в парных четвёрках — в решающем финальном заезде пропустила вперёд только экипаж из Восточной Германии.
В 1987 году на мировом первенстве в Копенгагене заняла в той же дисциплине четвёртое место.
Попала в число участниц летних Олимпийских игр 1988 года в Сеуле — выиграла бронзовую медаль в программе парных четвёрок, поучаствовав в предварительных заездах своей команды.
В 1990 году на чемпионате мира в Тасмании дважды поднималась на верхнюю ступень пьедестала почёта, одержала победу одновременно в безрульных четвёрках и рулевых восьмёрках. В этом сезоне вышла замуж за известного румынского гребца Валентина Робу и начиная с этого времени выступала на соревнованиях под фамилией мужа.
На мировом первенстве 1991 года в Вене заняла шестое место в безрульных четвёрках и получила бронзу в рулевых восьмёрках.
Благодаря череде удачных выступлений удостоилась права защищать честь страны на Олимпийских играх 1992 года в Барселоне. В составе экипажа, куда также вошли гребчихи Вероника Некула, Адрьяна Базон, Мария Пэдурару, Юлия Булие, Вьорика Лепэдату, Дойна Шнеп-Бэлан, Йоана Олтяну и рулевая Елена Джорджеску, в финале восьмёрок пришла к финишу второй позади команды из Канады и тем самым завоевала серебряную олимпийскую медаль. Кроме того, стартовала здесь в безрульных двойках, но попасть в число призёров не смогла — показала итоговый седьмой результат.
После барселонской Олимпиады Робу осталась в составе гребной команды Румынии на ещё один олимпийский цикл и продолжила принимать участие в крупнейших международных регатах. Так, в 1993 году в восьмёрках она победила на мировом первенстве в Рачице, став таким образом трёхкратной чемпионкой мира по академической гребле.
Находясь в числе лидеров румынской национальной сборной, благополучно прошла отбор на Олимпийские игры 1996 года в Атланте — в программе парных четвёрок сумела квалифицироваться лишь в утешительный финал B и расположилась в итоговом протоколе соревнований на десятой строке. Вскоре по окончании этого сезона приняла решение завершить спортивную карьеру.